# Jozef Mees
Jozef Maurice Mees, soms ook Jozef Maurits Mees of Jef Mees genoemd (Gent, 4 juni 1898 - De Pinte, 1987), is een Belgische beeldende kunstenaar. Hij was zowel actief als schilder, architect en binnenhuisarchitect.  Zijn abstracte doeken, studies en werken op papier behoren tot zijn bekendste expressievormen.  

## Werk
Mees studeerde, als leerling van Jean Delvin, in 1920 af aan de Academie van Gent. Hij ging aan de slag in het meubelbedrijf van zijn familie en startte zijn carrière als meubelmaker en decorateur. Toch bleef hij zijn creatieve aspiraties voeden en werd zijn artistiek werk in 1924 voor het eerst tentoongesteld. Daarna volgde meerdere expo’s, maar pas na wereldoorlog twee legde Mees zich expliciet toe op zijn verdere schilderkunstige ontwikkeling.  
Zijn vroege schilderijen (1940) worden gekenmerkt door het Vlaams Expressionisme. Deze werken zijn animistisch van aard en tonen monumentale figuren en gestructureerde landschappen. Ze dragen Mees zijn bewondering voor Frits Van den Berghe met zich mee. Net als Van Den Berghe slaagt hij erin de vitaliteit van het expressionisme te verzoenen met zijn open geest.
Vanaf de jaren 50 gaat Mees abstracter te werk. Een gegeven dat het verdere verloop van zijn carrière zal markeren. Deze lyrische doeken dragen een gevoelsgeladenheid met zich mee die doen denken aan de École de la Paris, de Jeune Peinture Belge, de Actionpainting en het post-expressionisme. Hij schuwde het gebruik van materie niet. Binnen dit kleurrijk, gelaagde werk spelen licht, vorm en inhoud een prominente rol.
Rond 1967 opteert Mees voor meer afgewogen, gestructureerde composities en geeft hij voorkeur aan zuivere vlakken en een steriele lijnwerking. Er kan gesproken worden van een verandering binnen zijn stijl, maar aan zijn uitgesproken kleurenpalet blijft hij vasthouden. Kenmerkend is de wijze waarop hij zijn felle kleuren aftoetst tegenover een donkere achtergrond en zijn werken van een uitgesproken flamboyant karakter voorziet.

## Zijn rol binnen de Gentse en Nationale kunstscene
Jozef Mees wordt tot de generatie van de brug gerekend. Zoals Karel Gierlandt schreef: “De generatie van de brug heeft de oude kunst ontdaan van haar beeld, haar inhoud en haar waarde structuur. De rol van Jozef Mees op de Gentse en de nationale kunstscene was deze van een verwekker van het nieuw bewustzijn. Hij is steeds een hartstochtelijk verdediger geweest van de hedendaagse kunst, zowel nationaal als internationaal. Hij nam daarbij zelden een blad voor de mond.”   
In de jaren ’60-’70 maakte Jozef Mees deel uit van het MSK Gent. Hij vervulde hier een rol binnen de Aankoopcommissie en later als voorzitter van de Toezichtcommissie. Ook was hij een medeoprichter van de Vereniging van het Museum van Hedendaagse Kunst Gent. Hierdoor stond hij aan de basis van de oprichting van het SMAK dat later onder het bewind van Jan Hoet zal vallen. Het is dankzij hem en zijn onbevangenheid dat een nieuwe generatie schilders zoals Roger Raveel, Camille D’havé, Frans Piens, Pierre Vlerick, Marcel Ysewijn… de kans kregen hun werk te tonen in het SMAK.
Daarnaast groeide hij, in 1967, van artistiek adviseur van Jules Dhondt uit tot medestichter van het Museum Dhondt-Dhaenens. Deze functie bekleedde hij tientallen jaren. Ook hier zorgde zijn vooruitstrevende visie voor verbetering en vernieuwing.
Ook was hij stichtend lid van PROKA, de vereniging van promotors van de Koninklijke Academie voor Schone Kunsten van Gent.

## Tentoonstellingen
Solo tentoonstellingen
- Gent:

Gent: 1924
Galerie Vyncke-Van Eyck 1939, 
Galerie Vyncke-Van Eyck 1956
Galerie Vyncke-Van Eyck 1965
Galerie Richard Foncke 1968
Museum voor Schone Kunsten ‘retrospectieve’ 1968
- Brussel:

Palais Beaux Arts 1956 
Palais Beaux Arts 1963
Palais Beaux Arts 1971
Galerie Les Contemparains 1958
Walter Thompson Art Gallery 1971
- Wetteren:

Galerie Drieghe 1960
- Schelderode:

Kunst Forum 1971
- Parijs:

Galerie du Haut Pavé 1960

Een kleine greep uit zijn groepstentoonstellingen
- Brussel: Palais Beaux Arts, 1936
- Doornik: Kunstkring, 1939
- Brussel: Museum voor moderne kunst, ‘Plastica’ 1940
- Gent: Kunst en letterkring, ‘Plastica’ 1940
- Gent: Vierjaarlijks Kunstsalon, 1946, 1950, 1954
- Gent: Museum voor Schone Kunsten, ‘Gentse schilders & beeldhouwers’ 1950, 1952
- Leiden: Stedelijk museum, ‘Hedendaagse Gentse kunstenaars’ 1953
- Gent: Museum van der Haegen 1959
- Blankenberge: ‘Contrast’ 1960
- Gent: FORUM 61, 1961
- Gent: Europabank, ‘Vier Gentse Kunstenaars’ 1966
- Gent: Galerie Richard Foncke, 1970

- International Standard Name Identifier: 0000 0000 6894 5511
- Nederlandse Thesaurus van Auteursnamen: 29157503X
- RKD-Nederlands Instituut voor Kunstgeschiedenis: 54532
- Union List of Artist Names: 500163090
- Virtual International Authority File: 96664635